# فيليب إي. هاردي
فيليب إي. هاردي (بالإنجليزية: Phillip E. Hardy)‏ هو موسيقي وكاتب سيناريو وصحفي أمريكي، ولد في 27 مايو 1956.